# Филипп де Мариньи
Филипп де Мариньи (фр. Philippe de Marigny; ? — 1316) — французский священнослужитель, епископ Камбре (1306—1309), архиепископ Санса (1310—1316).

## Биография
Происходил из старинной дворянской семьи; был младшим братом Ангеррана и Жана де Мариньи.
Начал карьеру при дворе короля Филиппа IV, где был членом тайного совета. При поддержке старшего брата Ангеррана в 1306 году он стал епископом Камбре, эту должность он занимал до июня 1309 года. Затем он был назначен архиепископом Санса, где проявил рвение в расследовании по делу Ордена Тамплиеров, в результате которого 12 апреля 1310 года 54 тамплиера были приговорены к сожжению на костре и казнены в предместье Парижа.
В марте 1314 года входил в судебную комиссию, приговорившую к смертной казни лидеров Ордена Жака де Моле и Жоффруа де Шарне, а декабре 1314 года провёл церемонию похорон короля Филиппа IV.
Скончался в декабре 1316 года по неизвестным причинам.